# Pikakwanarats
Pikakwanarats, jedna od manjih skupina Ute Indijanaca o kojima je poznato da ih je 32 živjelo 1873. na rezervatu Uintah u Utahu, gdje su obuhvaćeni kolektivnim nazivom Uintah Ute. Spominje ih Powell u Ind. Aff. Rep. 1873. 54, 1874.

## Vanjske poveznice
- Utah Indian Tribes